# Бикулов, Нурхатим Зарифович
Нурхатим Зарифович Бикулов (род. 1937, Новое Мансуркино, Самарская область — 21 мая 2018, Самара) — российский художник, член союза художников СССР, член союза художников России. Живописец-монументалист, портретист.

## Биография
Родился в татарском селе Новое Мансуркино. Болел остеомиелитом и туберкулёзом, из-за чего поздно окончил школу. Рисовал портреты односельчан, пейзажи, продолжал рисовать в больнице, куда его направили для продолжения лечения.
Родители увлечение сына живописью не поддерживали. Поступил в Республиканское художественное училище в Душанбе. После окончания вернулся в 1961 году в родное село и преподавал рисование в местной школе, а в 1963 году поступил в Харьковский государственный художественный институт на факультет монументальной живописи. Окончил Художественный институт в 1968 году. Переехал жить в Куйбышев, где создал свою мастерскую. Был активным участником ГМК-62.

## Творчество
Принимал активное участие в областных, зональных выставках, в выставках в Москве, Ленинграде и Болгарии.
В 1974 г. была организована персональная выставка в куйбышевском Доме архитектора.
В 1975 году принят в Союз художников СССР.
В работах художника присутствует восторженное отношение к жизни, природе, людям, высокая эмоциональность, музыкальность, чувство цвета и ритма. Писал в основном жанровые композиции на фоне пейзажа. Чаще всего сельского, в котором узнаётся родное село. В творчестве художника отмечается некоторая серийность. Ряд мотивов он повторял неоднократно в разных манерах или цветовых гаммах, сохраняя при этом чётко выстроенную композицию. Художник возвращался к одним и тем же темам снова и снова, решая новые проблемы формы и содержания.
Принимал участие в оформлении интерьеров некоторых зданий города Куйбышева: роспись Дворца бракосочетаний (1973 г.), роспись Салона для новобрачных (1984 г.), роспись фойе медицинского института (1986 г.). Расписывал здания в Чапаевске и сёлах Оренбургской области.
И в живописных полотнах ощущается тяга Нурхатима Бикулова к монументальному обобщению формы, декоративности. Природа одарила художника острым чувством цвета и линии, графическое начало всегда присутствует в его живописи, которую отличает четко выстроенная композиция при необычайно контрастном красочном наполнении. Годы обучения в Душанбе привнесли в его работы среднеазиатский колорит, для которого характерна насыщенность красок — сиреневых, фиолетовых, синих, голубых, бордово-красных — в отличие от спокойной цветовой гаммы Средней Волги.
Отмечают основные темы творчества Бикулова: родное село, традиции и обряды, мифологические и сказочные мотивы, и восхищение женскими образами, переплетение европейского и восточного искусства.
Главной, любимой темой мастера, которую он пронёс через всё творчество, является восторг и восхищение прекрасными женскими образами, обнажённой натурой, которая на холстах Бикулова выглядит очень поэтично и тонко. В советское время откровенные работы создали немало проблем в жизни Нурхатима Бикулова, его даже пытались обвинить в изготовлении порнографии.
В 1994 г. издан альбом-каталог с 42 цветными иллюстрациями. Картины Нурхатима Бикулова находятся в частных коллекциях разных стран мира.

## Память
К 85-летию со дня рождения в самарской галерее «Новое пространство» прошла персональная выставка художника.